# The Story of King Midas
The Story of King Midas ist ein animierter Kurzfilm von Ray Harryhausen aus dem Jahr 1953.

## Handlung
Ein geheimnisvoller Unbekannter, der im Schatzkeller des prunksüchtigen Königs Midas erscheint, erfüllt diesem seinen Wunsch, das alles, was er berühre, sich in Gold verwandele, um der reichste Mensch der Welt zu werden. Schon bald jedoch merkt der König, dass es sich nicht um einen Segen, sondern einen Fluch handelt. So wird alles Essen und Trinken, das er zu sich nehmen will, zu ungenießbarem Edelmetall, und als sich selbst seine geliebte Tochter unter seiner Berührung in Gold verwandelt, bricht der König verzweifelt zusammen. Da kehrt der Unbekannte zurück. Reumütig gesteht der König ihm gegenüber seinen Fehler ein, und schließlich erlöst er den König von seinem Fluch.

## Hintergrund
Der Kurzfilm ist vollständig mit der von Harryhausen in den 1950er Jahren maßgeblich geprägten Stop-Motion-Technik animiert. Er greift eine mystische Sage auf, die sich um den phrygischen König Midas rankt.
The Story of King Midas ist verschiedentlich auf DVD-Sammlungen zu Harryhausens' Frühwerk und Best of-Veröffentlichungen erschienen.